# Jim Hartung
James „Jim“ Hartung (* 7. Juni 1960 in Omaha) ist ein ehemaliger US-amerikanischer Kunstturner.

## Karriere
Hartung war von 1979 bis 1982 Mitglied der Mannschaft der Nebraska Cornhuskers, mit der er viermal in Folge den NCAA-Titel im Mannschaftsmehrkampf gewann. Im Einzelmehrkampf wurde er 1980 und 1981 NCAA-Meister. Zudem gewann er in diesen Jahren fünf weitere NCAA-Titel an einzelnen Geräten.
Bei den US-amerikanischen Meisterschaften wurde er 1981 nationaler Meister im Einzelmehrkampf und gewann zwischen 1978 und 1982 insgesamt zwölf weitere Goldmedaillen an einzelnen Geräten.
1979 gehörte Hartung zur US-Mannschaft, die bei den Weltmeisterschaften Bronze im Mannschaftsmehrkampf gewann. Bei der Universiade 1983 gewann er Silber an den Ringen sowie jeweils Bronze am Barren, am Reck und im Mannschaftsmehrkampf.
Bei den Olympischen Spielen 1984 in Los Angeles wurde Hartung mit dem US-Team Olympiasieger im Mannschaftsmehrkampf. Im Einzelmehrkampf belegte er in der Qualifikation Rang neun, durfte jedoch nicht am Finale teilnehmen, da pro Nation nur drei Turner zugelassen waren und er als fünftbester US-Amerikaner gewertet wurde. Seine beste Einzeldisziplin war der Sprung, in dem er Rang sechs erreichte.
Nach dem Ende seiner aktiven Laufbahn arbeitete Hartung als Trainer an seiner früheren Universität, der University of Nebraska-Lincoln, und war außerdem als Kampfrichter tätig.